# Spaces
Spaces (рус. Пространства) — функция Mac OS X, появившаяся в  2007 году в операционной системе Mac OS X 10.5 Leopard. Включена в программу Exposé и может применяться наряду с ней.

## Описание программы
Функция позволяет отображать на мониторе несколько виртуальных рабочих столов — от 2 до 16. В каждый момент времени отображается только один из них, а переключение производится с помощью комбинации клавиш, мыши или меню. Таким образом, вместо использования Exposé для переключения между окнами можно оставить их все раскрытыми на большом виртуальном рабочем столе. Также можно перетаскивать окна с одного стола на другой. Имеется возможность задать любому приложению номер рабочего стола по умолчанию.